# Isochromodes pallidifimbria
Isochromodes pallidifimbria là một loài bướm đêm trong họ Geometridae.